# 吉姆·歐魯克
詹姆斯·亨利·歐魯克（英語：James Henry O'Rourke，1850年9月1日—1919年1月8日），綽號「演說者吉姆」，為前美國職棒大聯盟的外野手。生涯曾效力於曼斯菲爾德、紅長襪/紅帽(今勇士)、灰、野牛、巨人、巨人(球員聯盟)和參議員等隊。
在1876年至1892年間，歐魯克的出賽數、安打數、打數、二壘安打和壘打數都僅次於Cap Anson，得分則僅次於哈利·史托維。

## 職業生涯
1872年，歐魯克開始他的職棒生涯。他先加入曼斯菲爾德隊，但球隊戰績不佳，且在8月就宣告解散。不過歐魯克的表現受到紅長襪的注意，並與他簽下合約。1876年4月22日，歐魯克成為國家聯盟史上第一位敲出安打的球員。
歐魯克於1887年從耶魯法學院畢業，並獲得法律學位，因此他獲得了「演說者吉姆」的外號。而他的高學歷在當時非常罕見，特別是在當時多由移民者所從事的棒球運動中。
歐魯克從1893年離開大聯盟後，仍持續在小聯盟打球到超過50歲。而他常擔任長春藤聯盟比賽的裁判，還會利用其自身專業知識為球隊提供諮詢。後來他簽下Harry Herbert，讓他成為家鄉第一位非裔美國球員。
1904年，巨人隊總教練約翰·麥格勞為了讓他的好友歐魯克圓夢，決定讓54歲的歐魯克上場。他也成為國聯史上最老的球員，甚至還成功擊出安打上壘。而他最後成為大聯盟第二位在四個不同年代都有出賽的選手。
1912年，超過60歲的歐魯克仍在小聯盟有一場出賽記錄。1919年，68歲的歐魯克因肺炎去世。他在1945年入選名人堂，他的哥哥約翰和兒子吉米都是大聯盟選手。

## 生涯打擊成績
| 出賽次數 | 打席 | 打數 | 得分 | 安打 | 二安 | 三安 | 全壘打 | 打點 | 盜壘 | 保送 | 三振 | 打擊率 | 上壘率 | 長打率 | OPS  |
| -------- | ---- | ---- | ---- | ---- | ---- | ---- | ------ | ---- | ---- | ---- | ---- | ------ | ------ | ------ | ---- |
| 1999     | 9052 | 8503 | 1729 | 2639 | 468  | 149  | 62     | 1208 | 229  | 513  | 362  | .310   | .352   | .422   | .775 |

## 外部連結
- 球員資訊和成績在MLB，ESPN，Baseball-Reference，Fangraphs（英文）

| 成就                 | 成就                          | 成就                 |
| -------------------- | ----------------------------- | -------------------- |
| 前任： John Reilly   | 完全打擊 1884年6月16日        | 繼任： Dave Orr      |
| 前任： Charley Jones | 大聯盟全壘打紀錄保持人 1882年 | 繼任： Charley Jones |